# Jana Šubrová
Jana Šubrová (ur. w 27 marca 1959  w Brnie) – czeska bibliotekarka.

## Życiorys
Ukończyła liceum bibliotekarskie w Brnie (Středna knihovnicka škola v Brně). Pracę zawodową rozpoczęła w administracji fabryki ciągników Zetor w Brnie. Od 1981 roku pracuje w brneńskiej Bibliotece im. Jiříego Mahena, w której została kierownikiem oddziału głównego. Jednym z jej zadań było prowadzenie klubu seniora oraz edukacja seniorów w zakresie nowych mediów.
W latach 70. XX wieku nawiązała kontakty z teatrem szkolnym Łejery w Poznaniu, dzięki czemu zaangażowała się w promocję Poznania i Wielkopolski w Brnie, organizując liczne wydarzenia prezentujące polskie dokonania kulturalne i podejmując polsko-czeskie przedsięwzięcia edukacyjne oraz wymiany międzypaństwowe w zakresie kultury i oświaty. Dzięki jej inicjatywie Biblioteka im. Jiříego Mahena nawiązała stałą współpracę z Biblioteką Raczyńskich w Poznaniu, której wynikiem jest współpraca naukowa oraz działalność popularyzatorska i służąca wymianie doświadczeń. Podobne działania zainicjowała między Szkołą Podstawową nr 83 im. Emilii Waśniowskiej w Poznaniu oraz Szkołą Podstawową przy ul. Husa w Brnie.
Była pomysłodawcą organizacji Dni Kultury Czeskiej w Poznaniu oraz Dni Kultury Polskiej w Brnie, pomagała w organizacji tłumaczeń oraz adaptacji tekstów piosenek. 
Przygotowywała coroczne ekspozycje Brna w ramach Poznańskich Spotkań Targowych – Książka dla Dzieci i Młodzieży.

## Nagrody i odznaczenia
- W 2015 otrzymała od Rady Miasta Poznania odznaczenie „Zasłużony dla Miasta Poznania” w uznaniu „zasług dla współpracy partnerskiej Poznania i Brna, w podziękowaniu za osobiste zaangażowanie w budowanie przyjacielskich relacji między obu miastami oraz w tworzenie dobrego wizerunku Miasta Poznania w Republice Czeskiej”[4].
- W 2016 roku otrzymała nagrodę miasta Brna (Cena města Brna) za wkład we współpracę międzynarodową[5].
- W 2018 roku otrzymała regionalną nagrodę Velkomoravský knihovník (Bibliotekarza wielkomorawskiego)[5].

## Życie prywatne
Mężatka, ma córkę i czworo wnucząt. 